# Waleed Jassem
Waleed Jassem (Doha, Catar; 2 de agosto de 1986) es un exfutbolista de Catar que jugaba en la posición de centrocampista.

## Carrera

### Club
| Periodo   | Club           |
| --------- | -------------- |
| 2002-2003 | Al-Ahli Doha   |
| 2003-2008 | Al-Rayyan SC   |
| 2008-2009 | Qatar SC       |
| 2009-2013 | Lekhwiya SC    |
| 2013-2016 | Al-Kharitiyath |

### Selección nacional
Jugó para Catar en 30 ocasiones de 2002 a 2009 y anotó seis goles; ganó la medalla de oro en los Juegos Asiáticos de 2006 y participó en la Copa Asiática 2007.

## Logros

### Club
- Liga de fútbol de Catar (2): 2010-11, 2011-12
- Copa del Emir de Catar (2): 2003-04, 2005-06
- Copa de Catar (2): 2009, 2013

### Selección nacional
- Juegos Asiáticos (1): 2006